# Dyskografia 2 Chainz
Artykuł przedstawia dyskografię amerykańskiego rapera o pseudonimie 2 Chainz. Zawiera dokonania solowe, w tym albumy, single i występy gościnne. Debiutancki album rapera zostanie wydany 14 sierpnia 2012 roku nakładem wytwórni GOOD Music i Def Jam Recordings. Produkcję promują dwa single: "No Lie" i "Birthday Song".

## Albumy studyjne
| Tytuł                               | Informacje dot. albumu                                                                                | Najwyższa pozycja | Najwyższa pozycja | Najwyższa pozycja | Najwyższa pozycja | Najwyższa pozycja | Najwyższa pozycja | Sprzedaż      | Certyfikacje |
| Tytuł                               | Informacje dot. albumu                                                                                | US                | US R&B            | US Rap            | BEL (FL)          | CAN               | UK R&B            | Sprzedaż      | Certyfikacje |
| ----------------------------------- | --- | ----------------- | ----------------- | ----------------- | ----------------- | ----------------- | ----------------- | ------------- | ------------ |
| Based on a T.R.U. Story             | - Data wydania: August 4, 2012 (US) - Wydawca: Def Jam, GOOD Music - Format: CD, LP, digital download | 1                 | 1                 | 1                 | 132               | 7                 | 31                | - US: 606,000 | - RIAA: Gold |
| Based on a T.R.U. Story II: Me Time | - Released: September 10, 2013 - Label: Def Jam - Format: CD, LP, digital download                    | –                 | –                 | –                 | –                 | –                 | –                 |               |              |

## Mixtape’y

### Mixtapes
| Tytuł                                                                             | Informacje dot. albumu                                                                           | Najwyższa pozycja |
| Tytuł                                                                             | Informacje dot. albumu                                                                           | US R&B            |
| --------------------------------------------------------------------------------- | ------------------------------------------------------------------------------------------------ | ----------------- |
| Me Against the World                                                              | - Released: 2007 (US) - Label: Duffle Bag Boyz - Format: Digital download                        | –                 |
| All Ice on Me                                                                     | - Released: August 3, 2009 (US) - Label: Disturbing tha Peace - Format: Digital download         | –                 |
| Trap-A-Velli                                                                      | - Released: November 24, 2009 (US) - Label: B Black - Format: Digital download                   | –                 |
| Me Against the World 2: Codeine Withdrawal                                        | - Released: April 14, 2010 (US) - Label: Disturbing tha Peace - Format: Digital download         | –                 |
| Trap-A-Velli 2: (The Residue)                                                     | - Released: August 13, 2010 (US) - Label: Duffle Bag Boyz - Format: CD, digital download         | –                 |
| Codeine Cowboy (A 2 Chainz Collective)                                            | - Released: February 22, 2011 (US) - Label: DTP Recordings - Format: Digital download            | –                 |
| T.R.U. REALigion                                                                  | - Released: November 1, 2011 (US) - Label: Howie McDuffie Music Group - Format: Digital download | 58                |
| T.R.U. Jack City                                                                  | - Released: January 27, 2015 (US) - Label: Self-released - Format: Digital download              | —                 |
| Trap-A-Velli Tre                                                                  | - Released: August 13, 2015 - Label: Self-released - Format: Digital download                    | —                 |
| Daniel Son; Necklace Don                                                          | - Released: August 5, 2016 - Label: Self-released - Format: Digital download                     | —                 |
| "–" denotes a recording that did not chart or was not released in that territory. |                                                                                                  |                   |

## Single

### Solowe
| Tytuł                                      | Rok  | Najwyższa pozycja | Najwyższa pozycja | Najwyższa pozycja | Certyfikacje  | Album                   |
| Tytuł                                      | Rok  | US                | US R&B            | US Rap            | Certyfikacje  | Album                   |
| ------------------------------------------ | ---- | ----------------- | ----------------- | ----------------- | ------------- | ----------------------- |
| "No Lie" (featuring Drake)                 | 2012 | 28                | 2                 | 2                 | - RIAA: złoto | Based on a T.R.U. Story |
| "Birthday Song" (featuring Kanye West)     | 2012 | –                 | –                 | –                 |               | Based on a T.R.U. Story |
| "–" oznacza, że pozycja nie była notowana. |      |                   |                   |                   |               |                         |

### Gościnnie
| "Money on the Floor (Big K.R.I.T. featuring 8Ball & MJG & 2 Chainz)                     | 2011 | –  | 101 | – | –  | –  | –   |                 | Live from the Underground   |
| "Helicopter" (Lil Scrappy featuring 2 Chainz & Twista)                                  | 2011 | –  | –   | – | –  | –  | –   |                 | Tha Merlo Jonez EP          |
| "Yao Ming" (David Banner featuring Lil Wayne & 2 Chainz)                                | 2011 | –  | –   | – | –  | –  | –   |                 | MTA3: The Trinity Movement  |
| "U Did That (Teairra Marí featuring 2 Chainz)                                           | 2012 | –  | –   | – | –  | –  | –   |                 | Sex on the Radio            |
| "Mercy" (Kanye West featuring Big Sean, Pusha T & 2 Chainz)                             | 2012 | 13 | 1   | 1 | 60 | 46 | 82  | - RIAA: platyna | Cruel Summer                |
| "Beez in the Trap" (Nicki Minaj featuring 2 Chainz)                                     | 2012 | 48 | 7   | 7 | –  | –  | 131 |                 | Pink Friday: Roman Reloaded |
| "How I’m Livin'" (OG Boo Dirty featuring 2 Chainz)                                      | 2012 | –  | –   | – | –  | –  | –   |                 | Born a Soldier, Die a Vet   |
| "Breakfast (Syrup)" (Kreayshawn featuring 2 Chainz)                                     | 2012 | –  | –   | – | –  | –  | –   |                 | Somethin' Bout Kreay        |
| "Sweat" (Ciara featuring 2 Chainz)                                                      | 2012 | –  | 86  | – | –  | –  | –   |                 | One Woman Army              |
| "My Moment" (DJ Drama featuring 2 Chainz, Meek Mill & Jeremih)                          | 2012 | –  | 87  | – | –  | –  | –   |                 | Quality Street Music        |
| "It's Nothin" (Wiz Khalifa featuring 2 Chainz)                                          | 2012 | –  | –   | – | –  | –  | –   |                 | O.N.I.F.C.                  |
| "Accelerate" (Christina Aguilera featuring Ty Dolla $ign & 2 Chainz)                    | 2018 | –  | –   | – | –  | –  | –   |                 | Liberation                  |
| "–" oznacza, że pozycja nie była notowana, bądź singel nie został wydany w danym kraju. |      |    |     |   |    |    |     |                 |                             |

### Promocyjne
| "Oh My" (Remix) (DJ Drama featuring Trey Songz, 2 Chainz & Big Sean) | 2011 | –   | –  | Third Power                            |
| "Spend It"                                                           | 2011 | –   | 55 | Codeine Cowboy (A 2 Chainz Collective) |
| "Spend It" (Remix) (featuring T.I.)                                  | 2011 | –   | –  | T.R.U. REALigion                       |
| "Riot"                                                               | 2012 | 118 | 54 | T.R.U. REALigion                       |
| "–" oznacza, że pozycja nie była notowana.                           |      |     |    |                                        |

### Inne notowane utwory
| Tytuł                                                               | Rok  | Najwyższa pozycja | Najwyższa pozycja | Najwyższa pozycja | Album                                                                 |
| Tytuł                                                               | Rok  | US                | US R&B            | US Rap            | Album                                                                 |
| ------------------------------------------------------------------- | ---- | ----------------- | ----------------- | ----------------- | --------------------------------------------------------------------- |
| "Fightin' in the Club" (I-20 featuring Chingy, Lil Fate & Tity Boi) | 2004 | –                 | 102               | –                 | Self Explanatory                                                      |
| "Boo" (featuring Yo Gotti)                                          | 2010 | –                 | 76                | –                 | Trap-A-Velli 2 (The Residue) & Codeine Cowboy (A 2 Chainz Collective) |
| "SupaFreak" (Young Jeezy featuring 2 Chainz)                        | 2011 | –                 | 39                | 24                | Thug Motivation 103: Hustlerz Ambition                                |
| "Bandz A Make Her Dance" (Juicy J featuring Lil Wayne & 2 Chainz)   | 2012 | –                 | 72                | –                 | Est. In 1989 Pt. 2                                                    |
| "–" oznacza, że pozycja nie była notowana.                          |      |                   |                   |                   |                                                                       |

## Występy gościnne
| Tytuł                          | Rok  | Album                                        | Wykonawcy                                                  |
| ------------------------------ | ---- | -------------------------------------------- | ---------------------------------------------------------- |
| "Represent"                    | 2003 | Jackpot                                      | Chingy, I-20                                               |
| "We Got"                       | 2003 | Chicken-n-Beer                               | Ludacris, I-20, Chingy                                     |
| "Eyebrows Down"                | 2003 | Chicken-n-Beer                               | Ludacris, Dolla Boy                                        |
| "Fightin' in the Club"         | 2004 | Self Explanatory                             | I-20, Chingy, Lil Fate                                     |
| "I Came to Bring the Pain"     | 2004 | U Gotta Feel Me                              | Lil' Flip, Static Major, Ludacris                          |
| "Keep It Hood"                 | 2007 | –                                            | Lloyd Banks, Young Buck                                    |
| "Smell It on Me"               | 2010 | Free at Last                                 | Yukmouth, Gudda Gudda, D-Golder                            |
| "U Know What It Is"            | 2010 | Back On My Buck Shit Vol. 2: Change Of Plans | Young Buck, MJG                                            |
| "Leather Wood"                 | 2010 | Southern Flame Spitta 4                      | Short Dawg, Gudda Gudda                                    |
| "NFL"                          | 2010 | Cocaine Waitress                             | Diamond                                                    |
| "Emotional"                    | 2011 | Royal Flush II                               | CyHi the Prynce                                            |
| "Bang!!!!"                     | 2011 | King of Hearts                               | Lloyd, Salo                                                |
| "Pacman" (Remix)               | 2011 | The Diagnosis                                | Pill, Rick Ross, Meek Mill, Gunplay                        |
| "Mud Muzik"                    | 2011 | Ferrari Boyz                                 | Gucci Mane, Waka Flocka Flame                              |
| "I’m on Worldstar"             | 2011 | The Birth of D-Boy Fresh                     | Drumma Boy, Gucci Mane, Young Buck                         |
| "Ima Stunt"                    | 2011 | Greenlight 4                                 | Bow Wow, Lil Wayne, DJ Khaled                              |
| "Globetrotter"                 | 2011 | The Eleven One Eleven Theory                 | Wale                                                       |
| "Stop"                         | 2011 | Wheels Up                                    | Kid Ink, Tyga                                              |
| "Neighborhood Hoes"            | 2011 | Cold Day In Hell                             | Freddie Gibbs                                              |
| "I Don’t Care"                 | 2011 | Mr. P                                        | 2 Pistols                                                  |
| "I Ain’t the One"              | 2011 | 1.21 Gigawatts: Back to the First Time       | Ludacris                                                   |
| "Choose Up"                    | 2011 | Serius Bizness 2                             | Serius Jones, Sam Scarfo                                   |
| "Perfect Symmetry"             | 2011 | E.P.I.C. (Every Play Is Crucial)             | B.o.B                                                      |
| "Oh Well" (Remix)              | 2011 | Blue Dream & Lean                            | Juicy J                                                    |
| "Zip & A Double Cup" (Remix)   | 2011 | Blue Dream & Lean                            | Juicy J, Tha Joker                                         |
| "Bad Bitches" (Remix)          | 2011 | #BitchImTheShit                              | Tyga, Gudda Gudda                                          |
| "Luv Her"                      | 2011 | The Statement 2                              | Ace Hood                                                   |
| "SupaFreak"                    | 2011 | Thug Motivation 103: Hustlerz Ambition       | Young Jeezy                                                |
| "Drop It"                      | 2011 | Vitamin V                                    | Bobby Valentino, Meek Mill                                 |
| "Fuck You Too"                 | 2011 | American Dream                               | Planet VI, Jarren Benton                                   |
| "Country Ass Nigga"            | 2011 | O.E.MO                                       | Nelly, T.I.                                                |
| "Loud Mouth"                   | 2012 | Fuck da City Up                              | T.I.                                                       |
| "Fuck Em"                      | 2012 | Rich Forever                                 | Rick Ross, Wale                                            |
| "Party Heart"                  | 2012 | Rich Forever                                 | Rick Ross, Stalley                                         |
| "Cases"                        | 2012 | Live from the Kitchen                        | Yo Gotti                                                   |
| "Let It Go (Dope Boy)" (Remix) | 2012 | Hell's Kitchen                               | Red Café, Diddy, French Montana                            |
| "How You Love That"            | 2012 | Hell's Kitchen                               | Red Café, Meek Mill                                        |
| "Get It Back"                  | 2012 | Trap Back                                    | Gucci Mane                                                 |
| "Okay with Me"                 | 2012 | Trap Back                                    | Gucci Mane                                                 |
| "Pussy"                        | 2012 | Guerrilla                                    | Don Trip                                                   |
| "Em Down"                      | 2012 | Premro                                       | 8Ball, Yung Joc                                            |
| "They Point"                   | 2012 | The Block Brochure: Welcome to the Soil 1    | E-40, Juicy J                                              |
| "Grind Mode"                   | 2012 | 4 Hunnid Degreez                             | YG, Nipsey Hussle                                          |
| "Mean Muggin'"                 | 2012 | California Republic                          | Game, French Montana                                       |
| "Honey I’m Home" (Noodles Mix) | 2012 | The Koncrete Mixtape                         | Akon                                                       |
| "Cocky"                        | 2012 | For I Have Sinned                            | DJ Paul                                                    |
| "Where I Know You Like"        | 2012 | D.P.G.C'ology                                | Tha Dogg Pound                                             |
| "Count It"                     | 2012 | Consignment                                  | Jadakiss, Styles P                                         |
| "Whole Thang"                  | 2012 | Imagine                                      | 2Win, Young Jeezy                                          |
| "Str8 Like That"               | 2012 | Dreamchasers 2                               | Meek Mill, Louie V                                         |
| "Big Money Talk"               | 2012 | Hood Guys                                    | Lil Chuckee, Yo Gotti                                      |
| "I’m Up"                       | 2012 | I’m Up                                       | Gucci Mane                                                 |
| "Pussy Real Good"              | 2012 | From Day 1                                   | Travis Porter                                              |
| "Capitol"                      | 2012 | The Stoned Immaculate                        | Curren$y                                                   |
| "Got Damn" (Remix)             | 2012 | –                                            | DJ Kay Slay, Torch, Gunplay, Busta Rhymes, French Montana  |
| "Drank In My Cup" (Remix)      | 2012 | –                                            | Kirko Bangz, Juelz Santana                                 |
| "Wild Boy" (Remix)             | 2012 | –                                            | MGK, Meek Mill, Mystikal, French Montana, Yo Gotti         |
| "Like That" (Remix)            | 2012 | The Last Year                                | Papoose, Jadakiss, Styles P                                |
| "Keep It Gee"                  | 2012 | FFOE                                         | Big Sean                                                   |
| "Like Diz"                     | 2012 | –                                            | Roscoe Dash                                                |
| "PayCation"                    | 2012 | 2KHustle                                     | Dolla Boy                                                  |
| "Molly"                        | 2012 | The Appreciation Volume 4                    | Jae Millz                                                  |
| "Boyfriend" (Remix)            | 2012 | —                                            | Justin Bieber, Asher Roth, Mac Miller                      |
| "Sloppy" (Remix)               | 2012 | —                                            | Ray Jr., Big Sean, Ducky Smallz                            |
| "Something on Your Mind"       | 2012 | Southern Smoke Radio Pt. 11                  | Allie Baby, Young Buck                                     |
| "10 Below"                     | 2012 | —                                            | Chrishan, Starbound                                        |
| "Oh Yeah"                      | 2012 | —                                            | Chris Brown, Snoop Dogg                                    |
| "In My Trunk" (Remix)          | 2012 | —                                            | Dev                                                        |
| "Falling to Pieces"            | 2012 | —                                            | Jenna                                                      |
| "Swagga to the Ceiling"        | 2012 | Endless Pursuit                              | I-20                                                       |
| "Hungry in the Streets"        | 2012 | Endless Pursuit                              | I-20, Ludacris, Dolla Boy                                  |
| "Fuck You Too"                 | 2012 | Freebasing with Kevin Bacon                  | Jarren Benton, Planet VI                                   |
| "Bandz A Make Her Dance"       | 2012 | Est. In 1989 Pt. 2                           | Juicy J, Lil Wayne                                         |
| "Cases"                        | 2012 | Est. In 1989 Pt. 2                           | Yo Gotti                                                   |
| "Got One"                      | 2012 | Est. In 1989 Pt. 2                           | –                                                          |
| "Got Damn" (Remix)             | 2012 | No A/C                                       | Torch, Gunplay, Busta Rhymes                               |
| "Do It Like Me"                | 2012 | 2K12 4th of July Playlist                    | Drumma Boy                                                 |
| "Don’t Bring Me Down"          | 2012 | Life's Quest                                 | 8Ball                                                      |
| "Bang Bang"                    | 2012 | Guddaville 3                                 | Gudda Gudda                                                |
| "100"                          | 2012 | Flowers & Candy                              | Mr. Bangladesh, Pusha T, Jadakiss                          |
| "See Nann Nigga"               | 2012 | Purple Heart                                 | Plies                                                      |
| "Hood Rich Anthem"             | 2012 | Long Live the Hustle                         | DJ Scream, Future, Waka Flocka Flame, Yo Gotti, Gucci Mane |